# Голышово (Дзержинский район)
Голышово (бел. Галышо́ва) — деревня в Дзержинском районе Минской области Белоруссии. В составе Путчинского сельсовета.

## География
В 22 км от Дзержинска, 46 км от Минска, 24 км от железнодорожной станции Койданово.
Рядом дорога Н8396.

## История
В начале XX века в Старосельской волости Минского повета, в деревне 13 дворов, 68 жителей, рядом застенок Голышево, 4 двора, 11 жителей.
До 8 апреля 1957 года деревня в в составе Вертниковского сельсовета.

## Население

### Численность
- 2019 год — 17 жителей

### Динамика
- 1991 год — 6 дворов, 8 жителей
- 1999 год — 17 жителей (перепись населения)
- 2004 год — 8 дворов, 22 жителя
- 2019 год — 17 жителей (перепись населения)